# شایویتس (یوتا)
شایویتس (به انگلیسی: Shivwits) یک منطقهٔ مسکونی در ایالات متحده آمریکا است که در شهرستان واشینگتن، یوتا واقع شده‌است. شایویتس ۹۷۵٫۹۸ متر بالاتر از سطح دریا واقع شده‌است.